# Jonsko more
Jonsko more (grčki: Ιόνιο Πέλαγος, latinski: Mare Ionium, talijanski: Mare Ionio, albanski: Deti Jon), dio Sredozemnog mora koji se nalazi između Albanije i Grčke na istoku, Sicilije na jugozapadu i Italije na zapadu i sjeverozapadu. Iako su ga stariji autori smatrali dijelom Jadranskog mora, Jonsko more se sada smatra zasebnom morskom površinom. U Jonskome moru južno od Grčke, u tzv. Bezdanu Kalipso, izmjerena je najveća dubina u Sredozemlju (5267 m). Bezdan Kalipso je seizmički vrlo aktivno područje.
Jonsko more povezano je s Tirenskim morem Mesinskim vratima, a s Jadranskim morem Otrantskim vratima. Najveći otoci u ovome moru smješteni su duž njegovoga istočnog ruba i teritorijalno pripadaju Grčkoj. To su Krf, Zakintos, Kefalonija, Itaka, i Lefkada, tj. Jonski otoci.
Najvažnije trajektne veze su između Patrasa u Grčkoj i Brindisija i Ancone u Italiji, koje prelaze istočnim i sjevernim dijelom Jonskoga mora, te veze iz Pireja prema zapadu.

## Etimologija
Jonsko more potječe od latinskoga Mare Ionium, ranije od starogrčkoga Ἰόνιος θάλασσα (latinizirano: "Iónios thálassa") i vjerojatno nije povezano s drevnom Jonijom, niti s tradicionalnim grčkim plemenom Jonima čije se ime piše sa slovom omega umjesto omikrona. Prema legendi more nazvano po starogrčkoj mitološkoj ljepotici Iji (Ἰώ, latinizirano: Iṓ), kćerki riječnoga božanstva Inaha i Herinoj svećenici, u koju se Zeus zaljubio i pretvorio ju u junicu da bi ju sakrio od ljubomorne Here. Hera je prozrela prevaru i progonila Iju, koja je preplivala Jonsko more kako bi pobjegla od Herina gnjeva.
Prema drugoj legendi, more je dobilo ime po liku iz grčke mitologije Joniju, sinu Dura i unuku Epidamna, koji je pak bio sin Posejdona, boga mora i potresa.

## Opseg
Međunarodna hidrografska organizacija definira granice Jonskoga mora na sljedeći način:
Na sjeveru. Linija koja ide od ušća rijeke Butrinto (39°44'N) u Albaniji, do rta Karagol na Krfu (39°45'N), duž sjeverne obale Krfa do rta Kephali (39°45'N) i odatle do rta Santa Maria di Leuca u Italiji.
Na istoku. Od ušća rijeke Butrinto u Albaniji duž obale do rta Matapan.
Na jugu. Crta od rta Matapan do rta Passero, krajnje južne točke Sicilije.
Na zapadu. Istočna obala Sicilije i jugoistočna obala Italije do rta Santa Maria di Leuca.

## Važnije luke i gradovi
Od juga prema sjeveru na zapadu, zatim od sjevera prema jugu na istoku:
Sirakuza, Katania, Mesina, Taranto, Himara, Krf, Igumenica, Preveza, Astakos, Argostoli, Patras, Kiparisija, Pilos, Metoni, Jonski otoci.

## Galerija slika
- Turistički grad Santa Maria di Leuca na obali Jonskoga mora, Italija
- Rt Otranto, Italija
- Mesinski tjesnac
- Reggio Calabria
- Gjipe na jugu Albanije, mjesto gdje se dodiruju Jadransko i Jonsko more
- Jonsko more s obale Kefalonije u Grčkoj
- Jonsko more s obale Krfa

## Vanjske poveznice
Sestrinski projekti
|  | Zajednički poslužitelj ima stranicu o temi Jonsko more    |
|  | Zajednički poslužitelj ima još gradiva o temi Jonsko more |